# Novopavlivka, Velîka Oleksandrivka
Novopavlivka (în ucraineană Новопавлівка) este localitatea de reședință a comunei Novopavlivka din raionul Velîka Oleksandrivka, regiunea Herson, Ucraina.

## Demografie
Componența lingvistică a localității Novopavlivka
     Ucraineană (96,25%)
     Rusă (3,36%)
     Alte limbi (0,39%)
Conform recensământului din 2001, majoritatea populației localității Novopavlivka era vorbitoare de ucraineană (96,25%), existând în minoritate și vorbitori de rusă (3,36%).